# 矢島和葉
矢島 和葉（やじま かずは、1976年1月18日 - ）は、日本の女性声優。大阪府出身。ムーヴリノイエ所属。

## 略歴
日本ナレーション演技研究所、ヴォアレーヴ出身。
2019年4月28日に芸名を矢島和葉から平仮名の「やじまかずは」に改名した。2020年6月30日までアイムエンタープライズに所属。その後フリー期間を経て、2020年9月1日からムーヴリノイエに所属している。それに伴い芸名を漢字表記に戻した。

## 人物
方言は大阪弁、関西弁。
趣味は舞台鑑賞、旅行、うどん屋巡り、映画鑑賞、スポーツ観戦。特技は紙切り、アコーディオン、オカリナ、世界の料理を作ること。
資格は英検3級。

## 出演
太字はメインキャラクター。

### テレビアニメ
- エグザムライ戦国（タカヒロ（10歳））
- 格闘美神 武龍（ジルベルト、小川）
- 銀魂（子供）
- セイント・ビースト〜光陰叙事詩天使譚〜（少年天使C）
- チャンス〜トライアングルセッション〜
- のらみみ（シゲルの友達）
- みどりのくにのこえだちゃん（カーネーちゃん、もぐるん）
- ロビーとケロビー（アオリン、メールホルダー、タヌキ1、子供B）

### ゲーム
- 魔界戦記ディスガイア3（アタック兄弟、格闘家、僧侶）

### ドラマCD
- 魔界戦記ディスガイア3 ドラマCD Vol.2 〜奇奇怪怪!悪魔だらけの強化合宿!〜（アタック兄弟）
- ドラマCD アイドルマスター Scene.04 三浦あずさ&双海亜美・真美編（金城あいり）

### 吹き替え

#### 洋画・ドラマ
- ER XIII 緊急救命室（トーマス〈ブライス・キャス〉） #286
- WITHOUT A TRACE/FBI 失踪者を追え!3 #8
- WITHOUT A TRACE/FBI 失踪者を追え!7 #20
- NCIS 〜ネイビー犯罪捜査班2 #16
- クローザー2 #9
- 女子高生VS狼男（カイル）
- スイート・ライフ2 #38、39
- ぜんぶ、フィデルのせい（フランソワ）
- つぐない (ピエロ)
- ドリームズ・カム・トゥルー (キアナ)
- ドレスデン、運命の日
- ハッピーウェディング〜私が彼に決めた理由〜
- ビーチ・エンジェルズ!（コラソン）
- 北京ヴァイオリン
- マッハ!エンジェルズ（キャサリン）
- 名探偵モンク4 #9
- 名探偵モンク6 #9、14（エイドリアン・モンク（子供）
- 山猫は眠らない3 ※テレビ東京版
- レスキュー・ミー NYの英雄たち（ネズ、キーラ）

#### アニメ
- KND ハチャメチャ大作戦6 (ジョーイ)

### デジタルコミック
- VOMIC 悪魔で候（リカ）

### ラジオCM
- 松屋フーズ「食べてみればわかります！プレミアム牛めし(7大特徴訴求編)」
- フランスベッド新春大感謝祭

### ナレーション
- 国民クイズ常識の時間 (キャラクターナレーション)

### パチンコ・パチスロ
- 元祖ハネスロ (2008年 チキン☆ジロー)
- パチスロ格闘美神ウーロン
- バチヘビノッチ (2008年 ノッチ)

### 舞台
- Players「ノスタルジック・カフェ〜1971年・あの時君は〜」(2005年7月) 大久保さゆり 役

### その他コンテンツ
- AEON 子供向けキャラクタービデオ (キャラクターボイス)
- 1230アッと!!ハマランチョ リポーター(不定期)
- ウインドー人形劇『リサとガスパール舞踏会へいく』